# Djiguirone (Djibidione)
Ne doit pas être confondu avec Djiguirone (Oulampane).
Djiguirone est un village du Sénégal situé en Basse-Casamance, à proximité de la frontière avec la Gambie. Il fait partie de la communauté rurale de Djibidione, dans l'arrondissement de Sindian, le département de Bignona et la région de Ziguinchor. Lors du dernier recensement (2002), Djiguirone comptait 211 habitants.

## Présentation
Djibidione a pour signification « préparatifs », en langue locale diola.
Quartiers (4) :
- Mongone : Le quartier est près d’un baobab, dont les branches sont coupées.
- Kambirique : Le quartier se situe près des cadols.
- Djirinsainsang : La population a habité près d’une forêt.
- Diacoye : C’est la famille des forgerons.

Sous-quartiers (5) :
- Batik : Ils étaient près d’une forêt d’arbres appelés en diola « boutik ».
- Diabak : La population est à côté d’un baobab.
- Kawouga : Il s’agit d’une vaste habitation.
- Djigouroung : Cela signifie le nom local du mortier.
- Kassagne : Cela signifie le nom local d’un arbre.

## Histoire
Les premiers habitants du village étaient venus à partir du village de Batong. Il s’agit de la famille Diémé. D’autres personnes étaient venues de Boulighoye, ensuite les Diedhiou, famille de forgerons, est venue s’installer.
Les conflits de terres sont à l’origine des guerres. Les arrivants se battaient pour acquérir de nouvelles terres et rechercher des points stratégiques de récolte du vin de palme.
Les principaux combattants étaient Adabiro Diémé et Sana Diémé. Parmi les ennemis, nous pouvons citer les villages de Massara et Djiondji.
Ces évènements datent du XVIIIe siècle, avant l’arrivée de la religion musulmane.

## Géographie
- Superficie : 54 km2[2]
- Longueur : 8 km
- Largeur : 6 km
- Altitude moyenne : 12[3]

Les villages qui l'entourent sont :
- Nord : Elole-madiédiam
- Sud : Djinéa-Diaguibé
- Ouest : Petit-balandine
- Est : Djiondji

Les terres sont fertiles, les champs cultivables, le pâturage est abondant et les forêts sont denses.